# Набойка

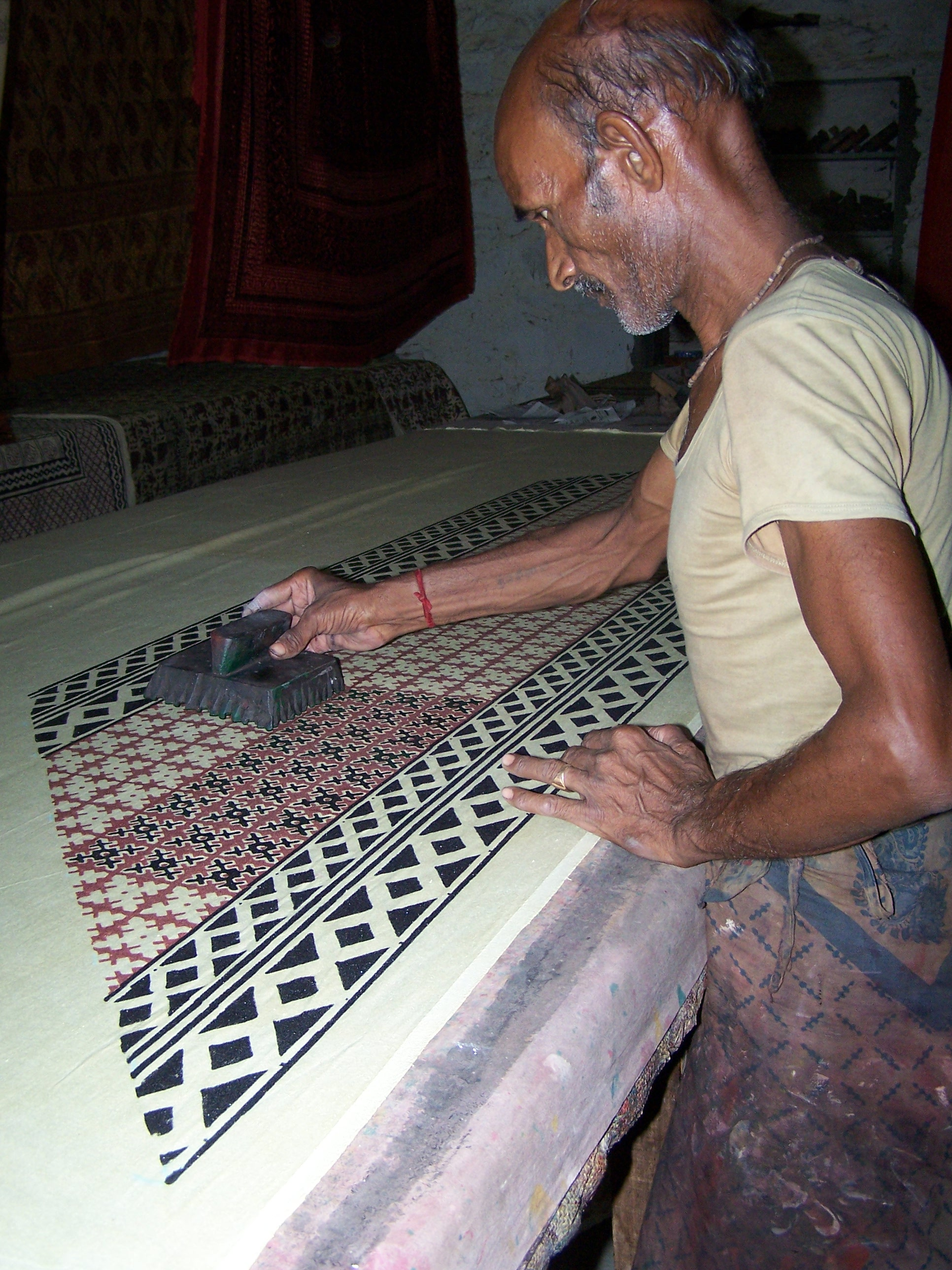
Ручная набивка ткани в Индии

Набойка (набивка) — вид декоративно-прикладного искусства; получение узора, монохромных и цветных рисунков на ткани ручным способом при помощи форм с рельефным узором, а также ткань с рисунком (набивная ткань), полученным этим способом.
Формы для набойки изготовляют резные деревянные (манеры) или наборные (наборные медные пластины с гвоздиками), в которых узор набирается из медных пластин или проволоки. При набивке на ткань накладывают покрытую краской форму и ударяют по ней специальным молотком (киянкой) (отсюда название «набойка», «набивка»). Для многоцветных рисунков число печатных форм должно соответствовать числу цветов.

Изготовление набойки — один из древних видов народного декоративно-прикладного искусства, встречающийся у многих народов: Передней и Средней Азии, Индии, Ирана, Европы и других.

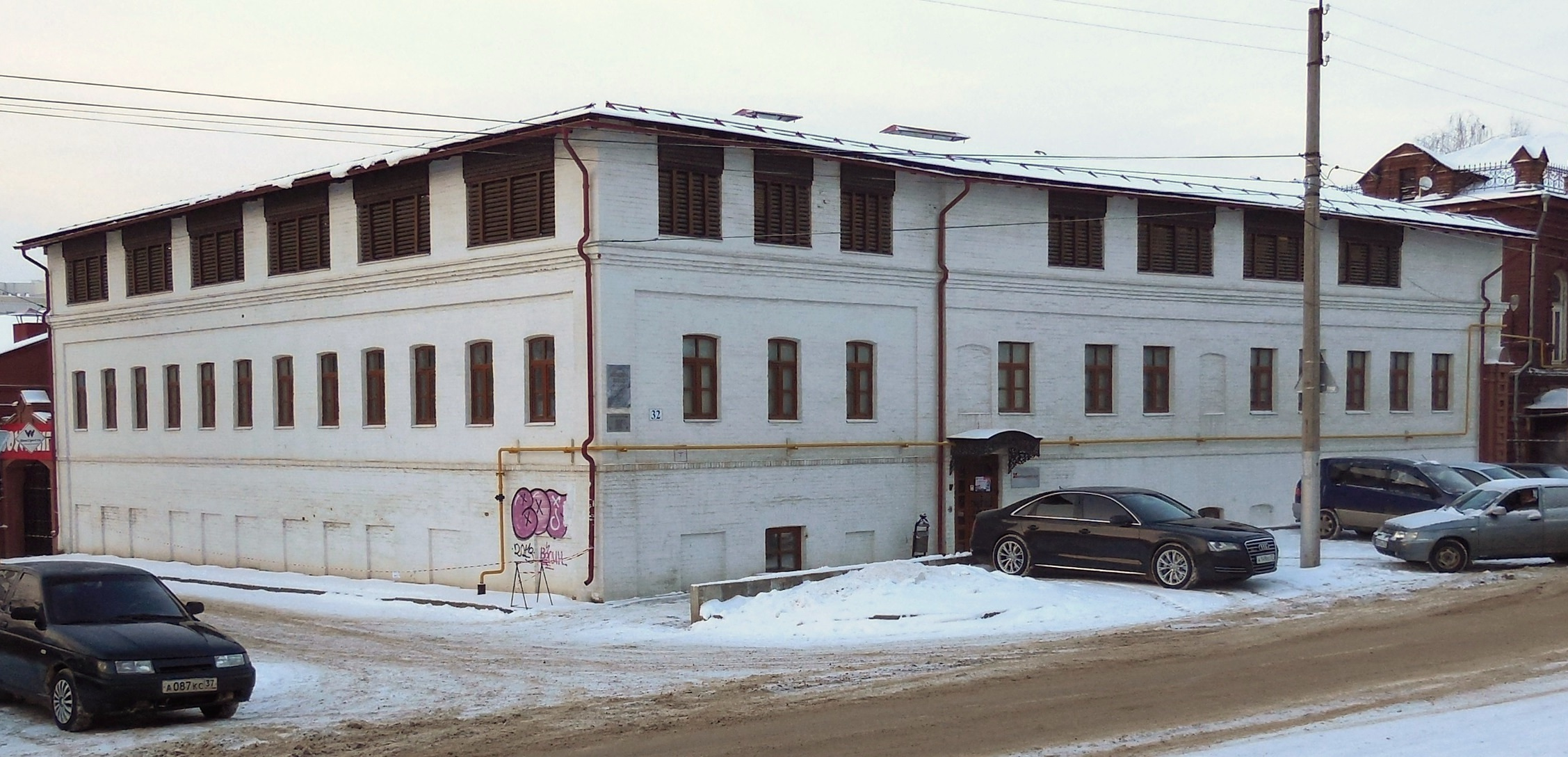
Набойный корпус промышленной усадьбы. Иваново. Начало XIX века

В России технология изготовления набивных тканей известна, по меньшей мере с X века. Массовое производство набойки и расцвет промыслов, занимающихся изготовлением набивных тканей, пришёлся на XVIII — первую половину XIX века. В XVIII веке в русской набойке были распространены крупные сложные узоры, требовавшие известного мастерства для получения ровного рисунка. В XIX веке стали распространены более мелкие рисунки. Небольшие набивные доски стали предметом повседневного обихода, они продавались на ярмарках повсеместно. Особую популярность набойка получила в северных регионах, где производство угасло уже в 1920—1930-х годах. Сохранились даже набивные доски с «модными» рисунками паровозов и тракторов.
Набивка малопроизводительна и почти полностью вытеснена печатанием рисунка на ткани на печатных машинах. Применяется лишь в некоторых кустарных промыслах, а также для воспроизведения крупных рисунков, повторяющаяся часть которых не может уместиться на валах печатных машин, и для расцветки штучных изделий (занавеси, скатерти). Характерные рисунки народной набивки используются при создании современных декоративных тканей.